# Canton de Saint-Pardoux-la-Rivière
Le canton de Saint-Pardoux-la-Rivière est une ancienne division administrative française située dans le département de la Dordogne, en région Aquitaine.

## Historique
Le canton de Saint-Pardoux, devenu canton de Saint-Pardoux-la-Rivière, est l'un des cantons de la Dordogne créés en 1790, en même temps que les autres cantons français. Il a d'abord été rattaché au district de Nontron avant de faire partie de l'arrondissement de Nontron.
De 1833 à 1848, les cantons de Jumilhac et de Saint-Pardoux-la-Rivière avaient le même conseiller général. Le nombre de conseillers généraux était limité à 30 par département.

### Redécoupage cantonal de 2014-2015
Par décret du 21 février 2014, le nombre de cantons du département est divisé par deux, avec mise en application aux élections départementales de mars 2015. Le canton de Saint-Pardoux-la-Rivière est supprimé à cette occasion. Cinq de ses sept communes sont alors rattachées au canton du Périgord vert nontronnais, dont le bureau centralisateur est fixé à Nontron, les deux autres, Firbeix et Mialet, étant rattachées au canton de Thiviers.

## Géographie
Ce canton était organisé autour de Saint-Pardoux-la-Rivière dans l'arrondissement de Nontron. Son altitude variait de 125 m (Saint-Front-la-Rivière) à 451 m (Firbeix) pour une altitude moyenne de 257 m.
Il était intégré au Parc naturel régional Périgord-Limousin.

## Représentation

### Conseillers généraux de 1833 à 2015
Avant 1833, les conseillers généraux étaient désignés, et ne représentaient pas un canton déterminé.
| Période | Période                   | Identité                                               | Étiquette              | Qualité |
| ------- | ------------------------- | ------------------------------------------------------ | ---------------------- | --- |
| 1833    | 1839 (décès)              | Armand François Lamy                                   | Majorité ministérielle | Colonel du Génie puis Maréchal de camp Député (1831-1839) |
| 1839    | 1839                      | Jules Gilbert Delanoue                                 |                        | Maire de Milhac-de-Nontron |
| 1839    | 1845                      | Henry Prévost aîné                                     |                        | Maître de forges, maire de Jumilhac |
| 1845    | 1848                      | Joseph Louis Camille de Beaupoil de Sainte-Aulaire     | Conservateur           | Pair de France, ancien secrétaire d'ambassade, député (1842-1846) Propriétaire à Nontron |
| 1848    | 1852                      | Jean Planchas                                          |                        | Propriétaire à Saint-Pardoux-la-Rivière, conseiller d'arrondissement |
| 1852    | 1877                      | Jean François Taxile Degorsse du Genest de Broussaneix | Droite                 | Propriétaire, maire de Mialet |
| 1877    | 1883                      | Georges Millet-Lacombe                                 | Républicain            | Avocat Maire de Mialet |
| 1883    | 1887 (décès)              | Jean Numa Degorsse-Dugenest de Broussaneix             | Droite                 | Propriétaire à Périgueux Maire de Saint-Front-la-Rivière |
| 1887    | 1891 (décès)              | Pierre Millet-Lacombe                                  | Républicain            | Docteur-médecin, maire de Mialet, conseiller d'arrondissement |
| 1891    | 1901                      | Georges Millet-Lacombe (1844-1906, fils du précédent)  | Républicain            | Médecin , maire de Mialet |
| 1901    | 1942 (démission d'office) | Léon Sireyjol                                          | Rad                    | Médecin Maire de Saint-Priest-les-Fougères (1888-1896) puis maire de Saint-Pardoux-la-Rivière (1896-1941) Député (1902-1921) - Sénateur (1921-1942) Président du Conseil général Révoqué par le Gouvernement de Vichy, décédé le 10 juillet 1942 |
|         |                           |                                                        |                        | |
| 1942    | 1945                      | Maurice Imbert (1887-1971)                             |                        | Ingénieur chimiste - tanneur Président de la délégation spéciale de Saint-Pardoux-la-Rivière Nommé conseiller départemental en 1942 |
|         |                           |                                                        |                        | |
| 1945    | 1951                      | Albert Dogneton                                        | SFIO                   | Professeur à l'Ecole des Travaux Publics Maire de Saint-Pardoux-la-Rivière (1944-1947) |
| 1951    | 1970                      | Henri Colombier                                        | SFIO                   | Négociant Adjoint au Maire de Mialet |
| 1970    | 1979 (décès)              | Henri Millet-Lacombe                                   | SE puis MRG            | Médecin Maire de Mialet |
| 1979    | 1988                      | Céline Millet-Lacombe (épouse du précédent)            | MRG                    | Maire de Mialet |
| 1988    | 1994                      | Jean-Marie Guillout                                    | RPR                    | Médecin Maire de Saint-Pardoux-la-Rivière (1989-1995) |
| 1994    | 2001                      | Henri Brives                                           | PS                     | Chef d'entreprise Maire de Saint-Pardoux-la-Rivière (1977-1989) |
| 2001    | 2015                      | Georges Colas                                          | DVG puis PS            | Fonctionnaire des Impôts à la retraite, Maire de Saint-Pardoux-la-Rivière (1995-2001) |

### Conseillers d'arrondissement (de 1833 à 1940)
| Période                                  | Période           | Identité                     | Étiquette                          | Qualité |
| ---------------------------------------- | ----------------- | ---------------------------- | ---------------------------------- | --- |
| Les données manquantes sont à compléter. |                   |                              |                                    | |
| 1833                                     | 1848              | Jean Planchas                |                                    | Juge de paix à Saint-Pardoux-la-Rivière |
|                                          |                   |                              |                                    | |
| avant 1855                               | 1871              | Pierre Millet-Lacombe        | Républicain                        | Médecin à Mialet |
| 1871                                     | 1874              | Octave Roumy                 |                                    | Propriétaire à Saint-Pardoux-la-Rivière |
| 1874                                     | 1886              | Pierre Millet-Lacombe        | Républicain                        | Médecin à Saint-Pardoux-la-Rivière, juge suppléant au Tribunal civil de Nontron, conseiller municipal de Saint-Saud                                                                                            |
| 1886                                     | 1904              | M. Broussard                 |                                    | |
| 1904                                     | mai 1908 (décès)  | Armand Louis Jules Brouilhet | Républicain                        | Maire de Mialet |
| 1908                                     | 1919              | Joseph Martinot-Péchéras     | Radical                            | Agriculteur, maire de Saint-Saud, ancien conseiller municipal de Quinsac, Président du comice agricole de Saint-Pardoux-la-Rivière, suppléant du juge de paix                                                  |
| 1919                                     | 1928              | Alfred Besse-Desmoulières    | Radical                            | Maire de Milhac-de-Nontron |
| 1928                                     | 1934              | Louis Boucheron              | Radical                            | Maire de Mialet |
| 1934                                     | 1935 (annulation) | Henri Dubois                 | FP puis PUP                        | Receveur-buraliste et cultivateur à Mialet, secrétaire du syndicat agricole Réélu en janvier 1936, l'élection est de nouveau annulée en raison de l'incompatibilité entre la profession de l'élu et son mandat |
| 9 mai 1937                               | 1940              | Louis Colombier              | Radical hostile au Front populaire | Propriétaire à Mialet |
| 1940                                     |                   |                              |                                    | Les conseils d'arrondissement ont été suspendus par la loi du 12 octobre 1940 et n'ont jamais été réactivés |

Sources : "Annuaires et calendriers 1789-1842 " sur le site des archives départementales de la Dordogne. https://archives.dordogne.fr/r/72/fonds-imprimes/annuaires-et-calendriers?arko_default_6076b1c79b335--ficheFocus=

## Composition
Le canton de Saint-Pardoux-la-Rivière regroupait sept communes et comptait 4 433 habitants (population municipale) au 1er janvier 2011.
| Communes                 | Population (2012) | Code postal | Code Insee |
| ------------------------ | ----------------- | ----------- | ---------- |
| Champs-Romain            | 310               | 24470       | 24101      |
| Firbeix                  | 290               | 24450       | 24180      |
| Mialet                   | 672               | 24450       | 24269      |
| Milhac-de-Nontron        | 575               | 24470       | 24271      |
| Saint-Front-la-Rivière   | 521               | 24300       | 24410      |
| Saint-Pardoux-la-Rivière | 1 199             | 24470       | 24479      |
| Saint-Saud-Lacoussière   | 866               | 24470       | 24498      |

## Démographie
| 1962  | 1968  | 1975  | 1982  | 1990  | 1999  | 2006  | 2011  | 2012  |
| ----- | ----- | ----- | ----- | ----- | ----- | ----- | ----- | ----- |
| 6 633 | 5 968 | 5 610 | 5 152 | 4 747 | 4 484 | 4 481 | 4 433 | 4 434 |